# Вязовский сельский совет (Конотопский район)
Вязовский сельский совет (укр. В'язівська сільська рада) — входит в состав
Конотопского района
Сумской области
Украины.
Административный центр сельского совета находится в 
с. Вязовое
.

## Населённые пункты совета
- с. Вязовое
- с. Жигайловка
- с. Совинка
- с. Червоный Яр